# Lišaj kyprejový
Lišaj kyprejový (Deilephila porcellus) je jedním z drobných lišajů. Vyskytuje se poměrně hojně i na území ČR.

## Rozšíření
Vyskytuje se v Evropě a stepních oblastech Asie, nezávisle na nadmořské výšce.

Obývá slunná, ne však zcela suchá místa, převážně na svazích a pahorcích, kde převládají travnatá společenstva rostlin, louky a pastviny. Hojně se vyskytuje také v okolí potoků, řek a rybníků.

## Popis

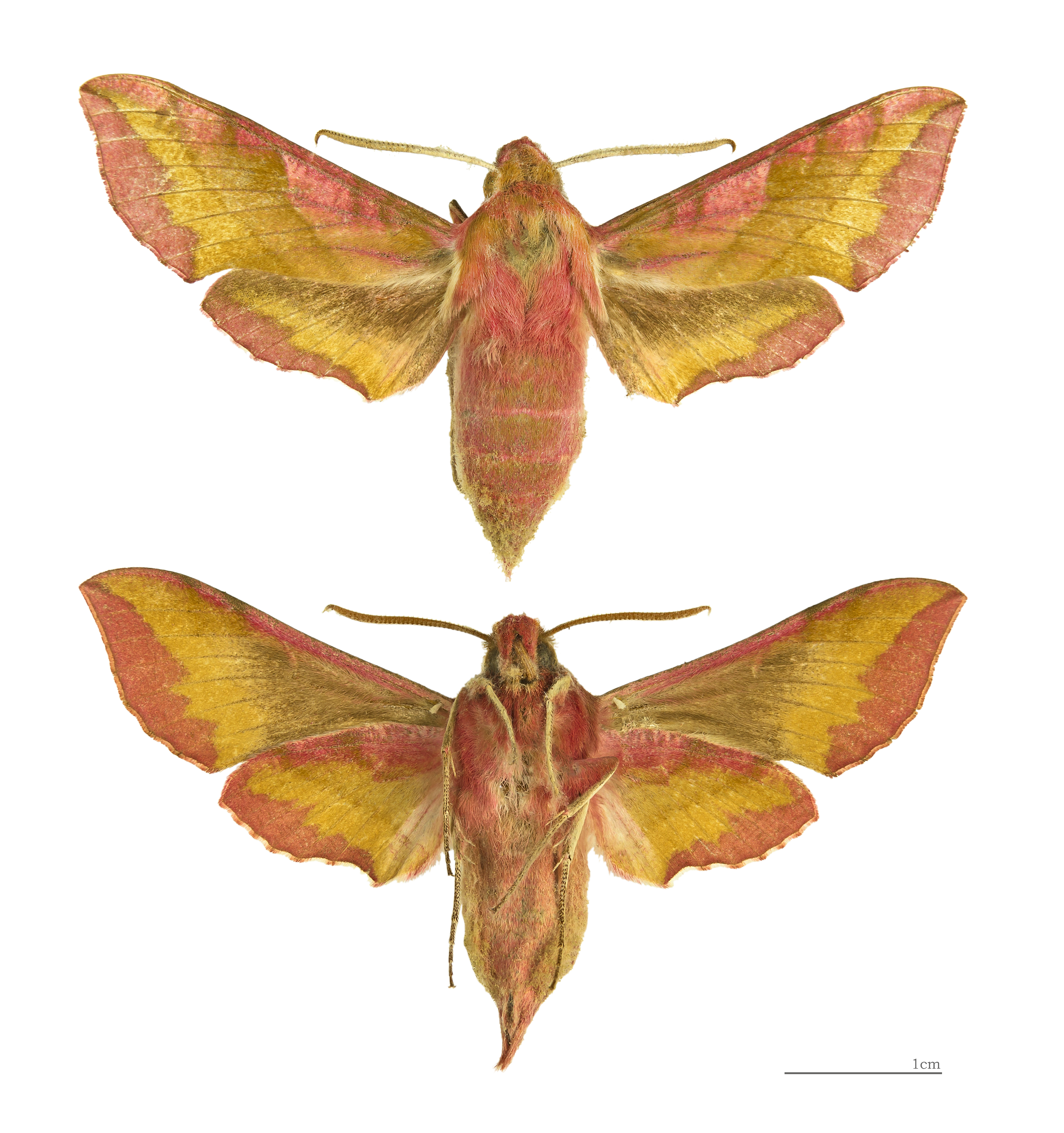
Sbírkový exemplář
(svrchní a spodní pohled)

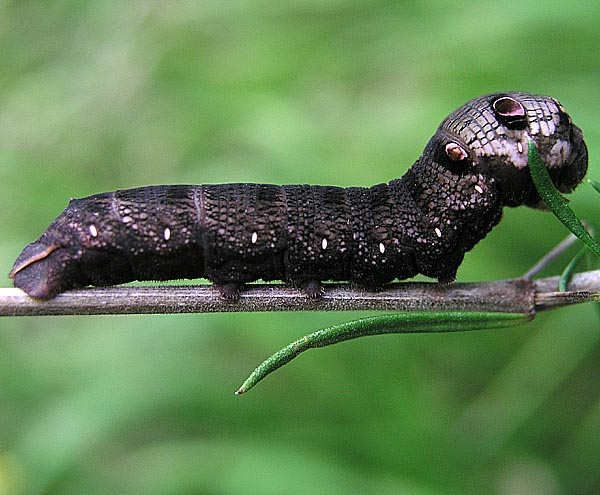
Housenka

Délka předního křídla je 2–2,5 cm, lišaj kyprejový je tedy zřetelně menší než lišaj vrbkový, kterého připomíná kresbou na křídlech i zbarvením. Na předním křídle má větší žlutohnědě zbarvenou skvrnu lemovanou širokým červeným pásem, na vnitřní straně zubatým. Tělo a zadeček jsou na hřbetní straně převážně žlutohnědé nebo červené, nejsou však vytvořeny podélné pruhy jako u lišaje vrbkového, s nímž je často zaměňován. Tento druh má nápadné velké oči, nad nimiž vybíhají hřebenitá tykadla bílé barvy. Tři páry kráčivých končetin mají taktéž bílou barvu.
Housenky jsou zpočátku zelené, počínaje druhým instarem se jim vytváří na 4. a 5. článku oka. Na konci těla mají malý rudimentální růžek. Malá hlava housenek po zatažení do předních článků připomíná hadí hlavu, čehož využívají v nebezpečí, kdy se jí ohání. Dorostlá housenka se podobá housence lišaje vrbkového, má však méně výrazný růžek a celkově je cca o třetinu menší.
Kukla má lžícovitě rozšířený kremaster zakončený ostrým hrotem. V porovnání s kuklou lišaje vrbkového je štíhlejší.

## Bionomie
První generace motýla je hojná v květnu a červnu, druhou generaci lze spatřit v srpnu a září. Motýli létají od soumraku do noci, přes den sedí v podrostu. Samičky kladou oválná zelená hladká vajíčka na různé druhy svízelů a vrbovek, například vrbovku úzkolistou a kyprej.
Housenky se kuklí v podzemním řídkém kokonu nebo zalézají mělce pod povrch země, kde se mění v matně lesklou kuklu.
Kukly přezimují a motýli se líhnou v první polovině května.